# Saudivapen
Saudivapen, med undertiteln Hycklande politiker, ljugande tjänstemän och hemliga spioner: En politisk thriller om svensk vapenhandel, är en reportagebok skriven av journalisterna Bo-Göran Bodin och Daniel Öhman. Boken skildrar hur de båda journalisterna avslöjade Saudiaffären år 2012 och är utgiven av Albert Bonniers förlag som beskriver boken som en politisk thriller.
Våren 2015 nominerades Bo-Göran Bodin och Daniel Öhman till journalistpriset Guldspaden i bokkategorin för boken.